# Nilüfer Belediye Spor Kulübü
Nilüfer Belediye Spor Kulübü è una società polisportiva con sede a Bursa, in Turchia.
La polisportiva è attiva nei seguenti sport:
- atletica leggera
- biliardo
- bowling
- bridge
- ciclismo
- freccette
- ginnastica
- karate
- nuoto
- pallacanestro
- pallamano
- pallavolo, con una squadra femminile
- parapendio
- sci
- squash
- tennis
- tennistavolo